# Hernán Díaz (Schriftsteller)

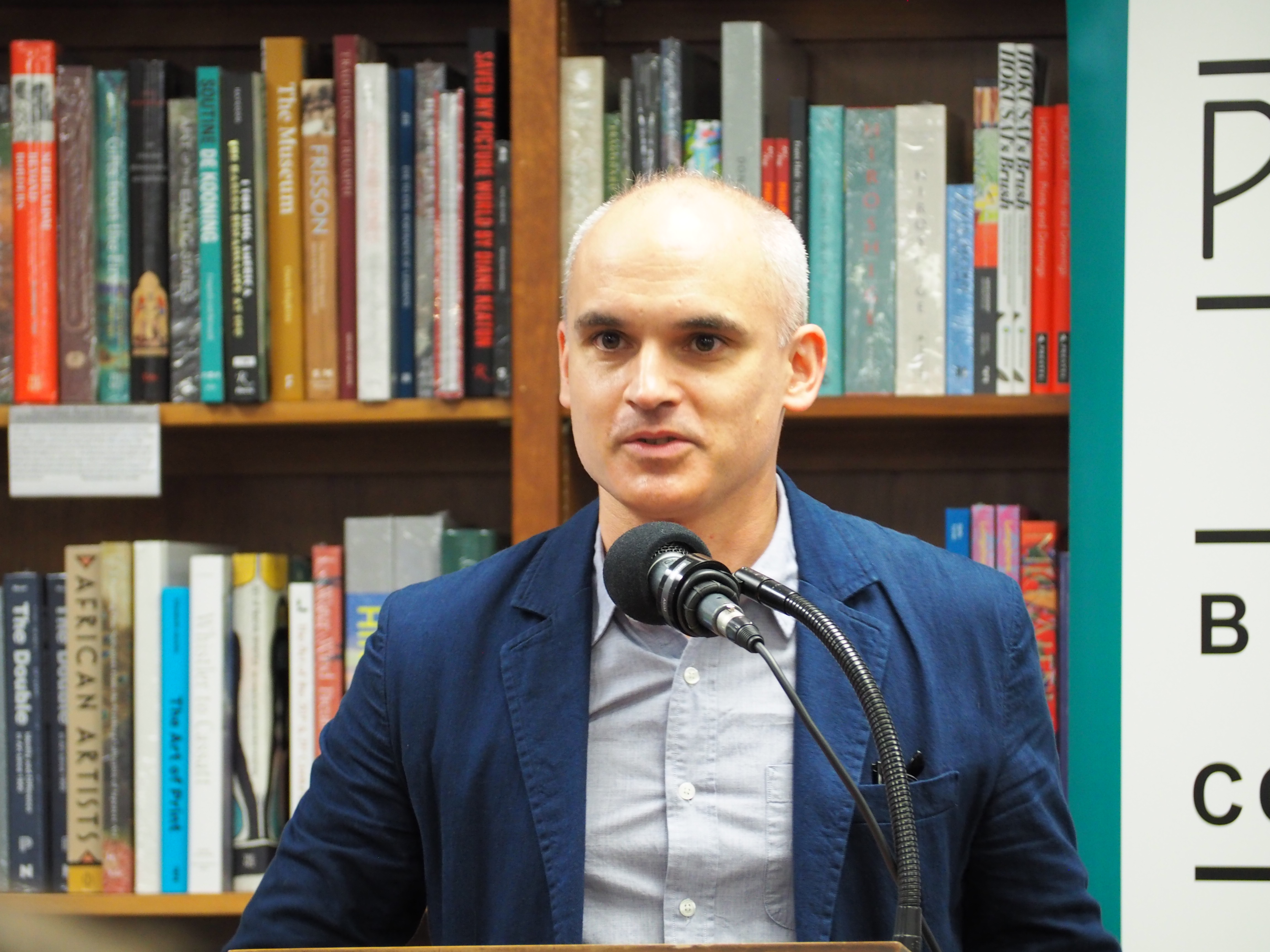
Hernán Díaz

Hernán Díaz (* 1973 in Buenos Aires) ist ein Schriftsteller argentinischer Herkunft, der in den Vereinigten Staaten lebt und in englischer Sprache schreibt. 2023 wurde er mit dem Pulitzer-Preis für Belletristik ausgezeichnet.

## Biografie
Die Eltern von Hernán Díaz besaßen eine literarische Buchhandlung. Nach dem Staatsstreich durch die argentinische Militärjunta im Jahr 1976 wanderte die Familie nach Schweden aus. Nach der Wiederkehr der Demokratie kehrte Hernán Díaz nach Argentinien zurück und studierte Literatur an der Universidad de Buenos Aires. Danach studierte er, unterstützt durch ein Stipendium, am  King’s College in London und promovierte an der New York University. Von 2007 bis 2011 lehrte er als Assistenzprofessor an der University of Albany SUNY.
Hernán Díaz lebt in den Vereinigten Staaten und arbeitet an der Columbia University als leitender Redakteur für lateinamerikanische und iberische Kultur. In dieser Funktion ist er Herausgeber der Zeitschrift Revista Hispánica Moderna. Er ist verheiratet und hat eine Tochter.

## Literarisches Werk
2012 erschien sein erstes Buch, Borges between History and Eternity, ein Essay über das literarische Werk von Jorge Luis Borges.
Sein erster Roman, In the Distance, erschien 2017. Er wurde für den Pulitzer-Preis und den PEN/Faulkner Award nominiert. Die Erzählung spielt Mitte des 19. Jahrhunderts und handelt von einem jungen Schweden, der zu Fuß und ohne Geld von San Francisco nach New York wandert, in der Hoffnung, dort seinen Bruder wiederzufinden. 2022 erschien Trust, ein Schlüsselroman über die Macht des Geldes. Er wurde im Mai 2023 mit dem Pulitzer-Preis ausgezeichnet. Mit Kate Winslet als Produzentin und Hauptdarstellerin erschien bei HBO eine Video-Version in Form einer Miniserie.